# Gerhard Coenraad Lunsingh Meijer
Gerhard Coenraad Lunsingh Meijer (Assen, 23 november 1871 – Assen, 26 september 1943) was een Nederlands wijnhandelaar en politicus. Hij was gemeenteraadslid en wethouder van de gemeente Assen en lid van de Provinciale Staten, en gedeputeerde van Drenthe.

## Leven en werk
Lunsingh Meijer werd geboren als zoon van predikant Hindrik Lunsingh Meijer en Lamberta Gerarda Vos. Hij trouwde in 1904 met Johanna Catharina Schuller tot Peursum. Hij ging werken in de wijnhandel van zijn oom Roelof Vos en in 1900 werd hij mede-firmant. Na de dood van Vos in 1908 werd hij volledig eigenaar van het bedrijf.
In 1908 werd hij lid van de gemeenteraad van Assen voor de Vrijzinnig-Democratische Bond en in 1912 werd hij wethouder. Hij is dit gedurende de hele periode van de Eerste Wereldoorlog gebleven. Bij zijn afscheid als wethouder werd hij geroemd voor zijn grote mate van kennis, inzicht en werklust.
In 1917 werd hij lid van Provinciale Staten en in 1919 werd hij gedeputeerde. Omdat dit niet te combineren was met zijn wethouderschap, moest hij deze laatste functie neerleggen. Als gedeputeerde hield hij zich in het bijzonder bezig met weg- en waterbouw. Onder zijn bewind breidde het wegennet van Drenthe zich in belangrijke mate uit, en dit kon uit de eigen middelen van de provincie gefinancierd worden. Hij heeft ook veel gedaan voor een goede afwatering van de provincie. De laatste tien jaar van zijn bewind was hij ook de waarnemer van de Commissaris van de Koningin.
Lunsingh Meijer was een duizendpoot die ook vele nevenfuncties had. Zo was hij secretaris van de Raad van Beroep der Directe Belastingen, lid en later voorzitter van de Kamer van Koophandel, president-commissaris van de N.V. Waterleiding Mij Drenthe, voorzitter van de Drentsche Praehistorische Vereeniging, voorzitter van de Commissie tot regeling van de afstrooming van het Meppelerdiep, voorzitter van de IJsselcentrale en president-commissaris van de N.V. Drentsche Kanaal Mij. Specifiek met betrekking tot het Asser maatschappelijk leven, was hij actief als voorzitter van de Bouwvereeniging Assen, voorzitter van het bestuur van de N.V. Sportpark Assen en mede-initiatiefnemer van het Parkhotel. In het bijzonder kan hier nog genoemd worden zijn inzet voor de opvang van Belgische vluchtelingen tijdens de Eerste Wereldoorlog.   
Hij stierf slechts enkele dagen na zijn ontslagname als gedeputeerde.   